# Adam Thoroughgood House
L'Adam Thoroughgood House est une maison située à Virginia Beach, en Virginie. Elle est classée National Historic Landmark depuis le 9 octobre 1960, inscrite au Registre national des lieux historiques depuis le 15 octobre 1966 et désignée Virgina Historic Landmark depuis le 9 septembre 1969.